# Połoniny Hryniawskie
Połoniny Hryniawskie (522.26; także Góry Hryniawskie; ukr. Гриняви, Hryniawy, Гринявські гори, Hryniawśki hory lub Гринявський хребет, Hryniawśkyj chrebet) – masyw górski w ukraińskich Karpatach. Należy do Beskidów Połonińskich w łańcuchu Zewnętrznych Karpat Wschodnich. Część pasma znajduje się w granicach Wierchowińskiego Parku Narodowego.
Połoniny Hryniawskie leżą na południu obwodu iwanofrankiwskiego, w dorzeczu Czarnego i Białego Czeremoszu.
Najwyższy szczyt masywu to Baba Ludowa (1590 m n.p.m.),